# Immersione rapida
Immersione rapida (Torpedo Alley) è un film statunitense del 1952 diretto da Lew Landers.
È un film drammatico ambientato dal 1941 al 1952 nell'ambiente militare dei sottomarini, con protagonisti Mark Stevens, nel ruolo di Bob Bingham, un ufficiale della marina statunitense, Dorothy Malone e Charles Winninger.

## Trama
Il pilota Bob Bingham, perdendo il controllo del proprio velivolo, precipita in mare e viene salvato da un sottomarino mentre i suoi compagni di volo muoiono. Tormentato da un senso di colpa che non si placa neanche dopo la fine della vita militare, Bob non riesce a reinserirsi nella società. Si iscrive allora a un corso che prepara alla guerra nei sottomarini e ritrova i due ufficiali che lo avevano salvato, il comandante Heywood e il tenente Gates, e fa conoscenza anche con l'infermiera Susan, amica di quest'ultimo.
Bob supera brillantemente il corso e Gates, allo scoppio della guerra di Corea, lo vuole con sé nel suo sottomarino. Assieme ad altri due commilitoni, vengono incaricati di portare a termine una missione rischiosa: strisciando sulla spiaggia, devono avvicinarsi a un ponte ferroviario strategicamente importante e farlo saltare. Nella missione, Bingham e Gates, gravemente feriti, vengono trasportati su una nave-ospedale dove lavora Susan.
Prendendosi cura dei due, Susan si rende conto di provare un sentimento per Bob, mentre Gates capisce di doversi fare da parte. Bob, che ha superato ormai il suo senso di colpa, può unirsi all'infermiera e coronare il suo sogno d'amore.

## Produzione
Il film, diretto da Lew Landers su una sceneggiatura di Warren Douglas e Samuel Roeca, fu prodotto da Lindsley Parsons per la Allied Artists Pictures e girato nella Naval Training Station a San Diego in California e nella U.S. Navy Submarine Base a New London nel Connecticut. Il titolo alternativo era Down Periscope., che venne tuttavia utilizzato più di quaranta anni dopo in un film-commedia intitolato in italiano Giù le mani dal mio periscopio.

## Distribuzione
Il film fu distribuito negli Stati Uniti dal 19 dicembre 1952 al cinema dalla Allied Artists Pictures e per l'home video dalla Republic Pictures Home Video nel 1989.
Alcune delle uscite internazionali sono state:
- in Svezia il 17 agosto 1953 (Ubåtshjältar)
- in Francia il 18 settembre 1953
- in Germania Ovest il 6 dicembre 1957 (Teufelskerle des Ozeans)
- in Austria il 1958 (Teufelskerle des Ozeans)
- in Danimarca il 9 febbraio 1959
- in Finlandia il 27 maggio 1960 (Torpedohyökkäys)
- in Belgio (Le sillage de la mort)
- in Grecia (Daimones tou sambotage)
- in Italia (Immersione rapida)

## Promozione
La tagline è: "Deadliest undersea corridor in the world!".

## Critica
Secondo il Morandini il prolifico regista del film (oltre 130 film in carriera) fa un "mestiere anonimo" ma la tecnica risulta efficace e corretta.